# Các phiên bản của Windows 10
Windows 10 là một hệ điều hành của Microsoft Windows dành cho các loại máy tính cá nhân và máy trạm, là một phần của họ hệ điều hành Windows NT. Hệ điều hành này được giới thiệu vào 30 tháng 9 năm 2014 trong chương trình Build 2014 và đã được phát hành chính thức vào ngày 29 tháng 7 năm 2015. Giao diện trên Windows 10 là sự kết hợp giữa Windows 8.1 và Windows 7. Không giống như các phiên bản trước của Windows, Microsoft đã gắn nhãn Windows 10 là một "Service (dịch vụ)", được nhận cập nhật những tính năng, sửa lỗi liên tục; các thiết bị chạy Windows 10 trong môi trường doanh nghiệp có thể nhận được các cập nhật này với tốc độ chậm hơn hoặc sử dụng các mốc hỗ trợ dài hạn (LTSB và LTSC), tuy nhiên với đối tượng thuộc dạng LTSB và LTSC chỉ được nhận các bản cập nhật quan trọng, chẳng hạn như các bản vá bảo mật, cũng như hỗ trợ trong suốt vòng đời 5 năm. Các máy chạy Windows 7, Windows 8 và Windows 8.1 sẽ được nâng cấp trực tiếp lên Windows 10 qua Windows Update trong vòng 1 năm kể từ ngày phát hành bản đầu tiên (RTM). có 7 phiên bản (không bao gồm các phiên bản "N", "KN" và các phiên bản đặc biệt khác), với nhiều tính năng và phục vụ cho nhiều đối tượng làm việc khác nhau.

## Các phiên bản
Tất cả các phiên bản dưới đây đều có khả năng sử dụng các gói ngôn ngữ, kích hoạt nhiều ngôn ngữ giao diện người dùng. Tính năng này trước chỉ có trên Windows 7 Ultimate hoặc Enterprise.

### Người dùng cơ bản
Home
Windows 10 Home được thiết kế cho các PC, máy tính bảng, và máy tính 2-trong-1. Nó bao gồm tất cả các tính năng hướng tới người tiêu dùng phổ thông cá nhân. Bản Windows 10 Home tương đương với phiên bản Windows 8, 8.1 cơ bản, Windows 7 Home Basic, và Home Premium.
Pro
Windows 10 Pro có thể coi là tương đương với Windows 8 Pro, Windows 7 Professional và Ultimate, và Windows Vista Business và Ultimate. Nó là phiên bản Home được bổ sung thêm các tính năng cần thiết cho đối tượng doanh nghiệp nhỏ, và các tính năng tương đương với Windows 8.1 Pro. Khi đó người dùng không thể quay ngược lại phiên bản Home.
Pro for Workstations
Windows 10 Pro for Workstations được thiết kế cho phần cứng cao cấp (như CPU Intel Xeon, AMD Epyc) cho các tác vụ và hỗ trợ máy tính chuyên sâu (hỗ trợ tối đa 4 CPU, 6TB RAM, ReFS, NVDIMM và RDMA)

### Doanh nghiệp
Pro Education
Không phải là một phần ban đầu của Windows, phiên bản này được giới thiệu tháng 7 năm 2016 cho các đối tác phần cứng trên các thiết bị mới với giấy phép học viện K-12 đã ngừng. Nó giới thiệu một ứng dụng Set Up School PCs và không đi kèm Cortana, gợi ý trên Windows Store và các hướng dẫn và mẹo nhỏ cho Windows 10.
Enterprise
Windows 10 Enterprise cung cấp tất cả các tính năng của Windows 10 Pro, với các tính năng bổ sung để hỗ trợ các tổ chức công nghệ, và các tính năng tương đương với Windows 8.1 Enterprise.
Education
Windows 10 Education cung cấp tất cả các tính năng của Windows 10 Enterprise, được thiết kế để hoạt động tại các trường học và trường đại học. Nó sẽ được cung cấp với chương trình Academic Volume Licensing của Microsoft, tương tự như Windows 8.1 Enterprise.
Enterprise LTSC
Enterprise LTSC (Kênh Dịch vụ Dài hạn) (trước đây là LTSB (Chi nhánh Dịch vụ Dài hạn)) là một biến thể hỗ trợ dài hạn của Windows 10 Enterprise được phát hành 2 đến 3 năm một lần. Mỗi bản phát hành được hỗ trợ với các bản cập nhật bảo mật trong 10 năm sau khi phát hành và cố ý không nhận được bản cập nhật tính năng nào. Một số tính năng, bao gồm Microsoft Store và các ứng dụng đi kèm, không được bao gồm trong phiên bản này. Phiên bản này lần đầu tiên được phát hành với tên gọi Windows 10 Enterprise LTSB (Chi nhánh Dịch vụ Dài hạn). Hiện có 4 bản phát hành LTSC: một vào năm 2015 (phiên bản 1507), một vào năm 2016 (phiên bản 1607), một vào năm 2019 (phiên bản 1809) và một vào năm 2021 (phiên bản 21H2).

### Các phiên bản N và KN
Các phiên bản Windows 10 bổ sung được phân phối dành cho các thị trường EU, Thụy Điển và Hàn Quốc (phiên bản cho Hàn Quốc là "KN") có chữ cái "N" (viết tắt của Not with Media Player - Không bao gồm Media Player) là hậu tố sau tên phiên bản (VD: Windows 10 Enterprise N) và không có các công nghệ đa phương tiện như Windows Media Player hay Máy ảnh. Tất cả các phiên bản Windows 10 đều có phiên bản N ngoại trừ Mobile, Mobile Enterprise, và IoT Core. Microsoft được yêu cầu tạo phiên bản "N" của Windows sau khi Ủy ban châu Âu phán quyết năm 2004 rằng cần có một phiên bản Windows không có Windows Media Player đi kèm. Mức giá của các phiên bản N cũng giống như phiên bản đầy đủ, khi gói "Media Feature Pack" có thể được tải về miễn phí từ Microsoft.
Những phiên bản này không có những tính năng sau:
- Phát hoặc tạo:
  - CD Audio
  - Tập tin phương tiện số
  - DVD Video
  - Sắp xếp nội dung trong thư viện phương tiện
- Tạo danh sách phát
- Chuyển đổi CD âm thanh sang tập tin phương tiện số
- Xem thông tin nghệ sĩ và tiêu đề của tập tin phương tiện số
- Xem ảnh bìa album của tập tin nhạc
- Truyền nhạc vào máy nghe nhạc cá nhân
- Ghi và phát lại chương trình TV
- Internet Explorer không bao gồm phát lại:
  - Luồng trực tiếp
  - Digital Rights Management (DRM)

Vẫn có thể thêm các tính năng bị thiếu với các phần mềm bên thứ ba hoặc với Media Feature Pack, Groove Music và Xbox Video từ Microsoft.

### Phiên bản IoT
Được thiết kế đặc biệt cho các thiết bị nhỏ, giá rẻ và hỗ trợ cho IoT. Nó là một phiên bản được đổi tên từ hệ điều hành nhúng trước đó của Microsoft, Windows Embedded. Đã có ba phiên bản được công bố: IoT Core, IoT Enterprise, và IoT Mobile Enterprise.

### Nâng cấp miễn phí
Khi ra mắt, Microsoft cho phép người dùng Windows 7, Windows 8 và Windows 8.1 đủ điều kiện được nâng cấp lên Windows 10 miễn phí, và việc nâng cấp sẽ diễn ra trong vòng một năm sau ngày ra mắt Windows 10. Windows RT phiên bản Enterprise của Windows 7 và 8.1 không được tham gia chương trình này.
| Phiên bản Windows cũ   | Phiên bản Windows 10 mới |
| ---------------------- | ------------------------ |
| Windows 7 Starter      | Home                     |
| Windows 7 Home Basic   | Home                     |
| Windows 7 Home Premium | Home                     |
| Windows 7 Professional | Pro                      |
| Windows 7 Ultimate     | Pro                      |
| Windows 8.1 with Bing  | Home                     |
| Windows 8.1            | Home                     |
| Windows 8.1 Pro        | Pro                      |
| Windows Phone 8.1      | Mobile                   |

## So sánh
|                                                           | Máy tính bàn                        | Máy tính bàn                        | Máy tính bàn                                                          | Máy tính bàn                        | Di động           | Di động                      | IoT                 |
| Tính năng                                                 | Windows 10 Home                     | Windows 10 Pro                      | Windows 10 Enterprise                                                 | Windows 10 Education                | Windows 10 Mobile | Windows 10 Mobile Enterprise | Windows 10 IoT Core |
| --------------------------------------------------------- | ----------------------------------- | ----------------------------------- | --------------------------------------------------------------------- | ----------------------------------- | ----------------- | ---------------------------- | ------------------- |
| Cấu trúc                                                  | IA-32 x86-64                        | IA-32 x86-64                        | IA-32 x86-64                                                          | IA-32 x86-64                        | IA-32 ARMv7 ARM   | IA-32 ARMv7 ARM              | IA-32 ARMv7 ARM     |
| Phân phối                                                 | OEM Bán lẻ                          | OEM Bán lẻ Giấy phép Số lượng lớn   | Giấy phép Số lượng lớn                                                | Giấy phép Số lượng lớn              | OEM               | Giấy phép Số lượng lớn       | ?                   |
| Phiên bản N                                               | Có                                  | Có                                  | Có                                                                    | Có                                  | Không             | Không                        | Không               |
| Bộ nhớ vật lý tối đa (RAM)                                | 4 GB trên 32-bit 128 GB trên 64-bit | 4 GB trên 32-bit 512 GB trên 64-bit | 4 GB trên 32-bit 512 GB trên 64-bit                                   | 4 GB trên 32-bit 512 GB trên 64-bit | ?                 | ?                            | ?                   |
| Continuum                                                 | Có                                  | Có                                  | Có                                                                    | Có                                  | Có                | Có                           | ?                   |
| Cortana                                                   | Có                                  | Có                                  | Có                                                                    | Có                                  | Có                | Có                           | ?                   |
| Mã hóa Phần cứng Thiết bị                                 | Có                                  | Có                                  | Có                                                                    | Có                                  | ?                 | ?                            | ?                   |
| Microsoft Edge                                            | Có                                  | Có                                  | Không bao gồm các hệ thống cập nhật Long Term Servicing Branch (LTSB) | Có                                  | Có                | Có                           | ?                   |
| Tài khoản Microsoft                                       | Có                                  | Có                                  | Có                                                                    | Có                                  | Có                | Có                           | ?                   |
| Quản lý thiết bị di động                                  | Có                                  | Có                                  | Có                                                                    | Có                                  | ?                 | ?                            | ?                   |
| Sideload ứng dụng doanh nghiệp                            | Có                                  | Có                                  | Có                                                                    | Có                                  | ?                 | ?                            | ?                   |
| Desktop Ảo                                                | Có                                  | Có                                  | Có                                                                    | Có                                  | Không             | Không                        | ?                   |
| Windows Hello                                             | Có                                  | Có                                  | Có                                                                    | Có                                  | Có                | Có                           | ?                   |
| Assigned Access 8.1                                       | Không                               | Có                                  | Có                                                                    | Có                                  | ?                 | ?                            | ?                   |
| BitLocker và EFS                                          | Không                               | Có                                  | Có                                                                    | Có                                  | ?                 | ?                            | ?                   |
| Cửa hàng Doanh nghiệp                                     | Không                               | Có                                  | Có                                                                    | Có                                  | ?                 | ?                            | ?                   |
| Current Branch for Business (CBB)                         | Không                               | Có                                  | Có                                                                    | Có                                  | ?                 | ?                            | ?                   |
| Tham gia tên miền và quản lý Group Policy                 | Không                               | Có                                  | Có                                                                    | Có                                  | Không             | Không                        | Không               |
| Bảo vệ Dữ liệu Doanh nghiệp (Enterprise Data Protection)  | Không                               | Có                                  | Có                                                                    | Có                                  | ?                 | ?                            | ?                   |
| Enterprise Mode Internet Explorer (EMIE)                  | Không                               | Có                                  | Có                                                                    | Có                                  | ?                 | ?                            | ?                   |
| Hyper-V                                                   | Không                               | chỉ 64-bit SKU                      | chỉ 64-bit SKU                                                        | chỉ 64-bit SKU                      | ?                 | ?                            | ?                   |
| Microsoft Azure Active Directory join                     | Không                               | Có                                  | Có                                                                    | Có                                  | ?                 | ?                            | ?                   |
| Private Catalog                                           | Không                               | Có                                  | Có                                                                    | Có                                  | ?                 | ?                            | ?                   |
| Remote Desktop                                            | Chỉ máy khách                       | Máy khách và máy chủ                | Máy khách và máy chủ                                                  | Máy khách và máy chủ                | ?                 | ?                            | ?                   |
| Windows Update cho Doanh nghiệp                           | Không                               | Có                                  | Có                                                                    | Có                                  | ?                 | ?                            | ?                   |
| AppLocker                                                 | Không                               | Không                               | Có                                                                    | Có                                  | Không             | Không                        | Không               |
| BranchCache                                               | Không                               | Không                               | Có                                                                    | Có                                  | Không             | Không                        | Không               |
| Credential Guard (giảm thiểu pass the hash)               | Không                               | Không                               | Có                                                                    | Có                                  | Không             | Không                        | Không               |
| Device Guard                                              | Không                               | Không                               | Có                                                                    | Có                                  | Không             | Không                        | Không               |
| DirectAccess                                              | Không                               | Không                               | Có                                                                    | Có                                  | Không             | Không                        | Không               |
| Điều khiển Màn hình Start với Group Policy                | Không                               | Không                               | Có                                                                    | Có                                  | Không             | Không                        | Không               |
| Kiểm soát trải nghiệm người dùng                          | Không                               | Không                               | Có                                                                    | Có                                  | Không             | Không                        | Không               |
| Windows To Go                                             | Không                               | Không                               | Có                                                                    | Có                                  | Không             | Không                        | Không               |
| Long Term Servicing Branch (LTSB)                         | Không                               | Không                               | Có                                                                    | Không                               | Không             | Không                        | Không               |
| Nâng cấp tại chỗ từ phiên bản Pro tới Enterprise          | Không                               | Có                                  | Có                                                                    | Không                               | Không             | Không                        | Không               |
| Nâng cấp tại chỗ từ phiên bản Home hoặc Pro tới Education | Có                                  | Có                                  | Không                                                                 | Có                                  | Không             | Không                        | Không               |
| Tính năng                                                 | Windows 10 Home                     | Windows 10 Pro                      | Windows 10 Enterprise                                                 | Windows 10 Education                | Windows 10 Mobile | Windows 10 Mobile Enterprise | Windows 10 IoT Core |
|                                                           | Máy tính bàn                        | Máy tính bàn                        | Máy tính bàn                                                          | Máy tính bàn                        | Di động           | Di động                      | IoT                 |